# Бело-зелёный суффламен
Бело-зелёный суффламен (лат. Sufflamen bursa) — морская рыба из семейства спинороговых.

## Описание
Бело-зелёный суффламен длиной 25 см. Характерным признаком вида являются две изогнутые, коричневатые или желтоватые линии за глазами и выше грудных плавников. Верхняя часть тела от песочного до оливково-зелёного цвета, от нижней части тела её отделяет тонкая, белая линия, проходящая от пасти до основания анальных плавников. Окраска низа белесая, от светло-серого до голубого цвета.

## Распространение
Бело-зелёный суффламен обитает в западной части Индо-Тихоокеанской области от Восточной Африки до Гавайев, Маркизских островов, на север до юга Японии и на юг до Большого Барьерного рифа, Новой Каледонии, Рапа-Ити и Дюси. Он живёт в одиночку или парами на внешних склонах рифов ниже зоны прибоя на глубине от 3 до 90 м.

## Питание
Рыбы питаются водорослями, детритом, рыбьей икрой и донными беспозвоночными, такими как двустворчатые моллюски, улитки, различные ракообразные, асцидии, иглокожие и черви.